# 뫼즈주의 캉통
프랑스 뫼즈주에는 총 17개의 캉통이 속해 있다. 2015년 3월 행정구역 총개편으로 인해 현재는 다음과 같이 설치되어 있다.
- 앙세르빌
- 바르르뒤크 1
- 바르르뒤크 2
- 벨빌쉬르뫼즈
- 불리니
- 클레르몽탕아르곤
- 코메르시
- 디외쉬르뫼즈
- 에텡
- 리니양바르루아
- 몽메디
- 레비니쉬르오르넹
- 생미이엘
- 스테네
- 바쿨뢰르
- 베르됭 1
- 베르됭 2